# Рочестър (Ню Йорк)
Вижте пояснителната страница за други значения на Рочестър.
Рочестър е град („сити“, city) в окръг Монро в щата Ню Йорк, САЩ. Той е третият по население град в щата Ню Йорк с 219 773 жители. Има площ 96,1 квадратни километра. Предградие на Рочестър е селището Източен Рочестър.

## Побратимени градове
- Уотърфорд, Ирландия
- Вюрцбург, Германия (1966)

## Личности
Родени
- Джон Ашбъри (р. 1927), поет